# مورتال کامبت ۱۱
مورتال کامبت ۱۱ (به انگلیسی: Mortal Kombat 11) یک بازی ویدئویی به سبک مبارزه‌ای است که توسط ندررلم استودیوز توسعه یافته و بوسیلهٔ برادران وارنر در تاریخ ۲۳ آوریل ۲۰۱۹ برای پلتفرم‌های مایکروسافت ویندوز، نینتندو سوئیچ، اکس‌باکس وان و پلی استیشن ۴ عرضه شد. این بازی یازدهمین نسخه اصلی از مجموعه بازی‌های مورتال کامبت و دنبالهٔ مورتال کامبت اکس (۲۰۱۵) به‌شمار می‌رود. اولین پیش‌پرده معرفی بازی در طی مراسم گیم آواردز ۲۰۱۸ رونمایی شد همچنین نسخه نسل نهم این بازی در تاریخ ۱۷ نوامبر ۲۰۲۰ برایه پلی استیشن ۵ و اکس‌باکس سری اکس و سری اس منتشر شد همچنین نسخه التیمیت این بازی که شامل بخش داستانی جدید و و دو کامبت پک و کارکتر شائوکان در سال ۲۰۲۱ منتشر شد.
پیش خرید بازی به بازیکنان اجازه دسترسی به شخصیت شائو کان، و بر روی کنسول‌های اکس‌باکس وان و پلی‌استیشن ۴ دسترسی به مرحله بتا را خواهد داد.

## شخصیت‌ها
این بازی شامل ۳۱ شخصیت قابل کنترل می‌باشد. شخصیت‌های پررنگ تازه به این بازی اضافه شده‌اند.
| شخصیت اصلی                                     | شخصیت اصلی                             | شخصیت اصلی                                   | شخصیت اصلی                                             | شخصیت اصلی                                                 | کمبت پک ۱                                                       | پسایند                     | کمبت پک ۲                 |
| ---------------------------------------------- | -------------------------------------- | -------------------------------------------- | ------------------------------------------------------ | ---------------------------------------------------------- | --------------------------------------------------------------- | -------------------------- | ------------------------- |
| - باراکا - کسی کیج - ستریون - دوورا - ارون بلک | - فراست - گراس - جکی بریگز - جید - جکس | - جانی کیج - کابال - کِینو - کیتانا - کالکتور | - کوتال کان - کونگ لائو - لیو کانگ - نوب سایبات - ریدن | - اسکورپیون - شائو کان a - اسکارلت - سونیا بلید - ساب-زیرو | - شنگ سونگ - اسپاون - سیندل - جوکر - نایت‌ولف - ترمیناتور تی ۸۰۰ | - فوجین - پلیس آهنی - شیوا | - رین - میلینا - جان رمبو |